# Lianhe, Fujian
Lianhe är en köping i sydöstra Kina. Den ligger i Youxi härad i staden Sanming i provinsen Fujian, omkring 110 kilometer väster om provinshuvudstaden Fuzhou. Antalet invånare är 14 796. Befolkningen består av 7 128 kvinnor och 7 668 män. Barn under 15 år utgör 14,0 %, vuxna 15-64 år 73 %, och äldre över 65 år 12,0 %.